# Felicita Vos
Felicita Vos (Arnhem, 23 februari 1972) is een Nederlandse schrijfster.

## Biografie
Felicita Vos werd geboren in Arnhem als dochter van een vader met Romawortels en een Nederlandse moeder. Ze studeerde op haar zesentwintigste af aan de Hogeschool van Arnhem en Nijmegen in Culturele en Maatschappelijke Vorming en studeerde Communicatie in Nijmegen. Ze werkte onder andere voor Osmose, een adviesbureau voor multiculturele vraagstukken.
In 2002 debuteerde ze met haar dichtbundel Liefde in de schaduw van de Amalfische kust, een bundel liefdesgedichten die ze schreef tijdens haar verblijf in het zuiden van Italië.
Vijf jaar later verscheen de bundel Hoezo Tolerant? waaraan zij een bijdrage leverde: samen met andere schrijvers heeft zij daarin bekende Nederlanders geïnterviewd over tolerantie in de multiculturele samenleving. Tot de geïnterviewden behoorden Marion Bloem, Freek de Jonge en Hans Dijkstal.
In 2008 schreef Vos het non-fictieboek Blauwe haren, zwarte ogen, over de vaak onderbelichte, rijke kant van de Roma-cultuur en de moeite die het succesvolle Roma heeft gekost om zich te ontworstelen aan vooroordelen en stereotiepe beelden.
In 2014 debuteerde Vos als fictie-auteur met de historische roman Duivelsklauw, waarin de botsing tussen de Roma en Nederlandse cultuur wordt beschreven door middel van een bijzondere familiegeschiedenis.
In het korte verhaal Addergebroed (2014), onderdeel van de verhalenbundel Over de grens waarin verhalen van tien verschillende auteurs zijn opgenomen, onderzoekt Vos taboes. Zo dook ze onder in de wereld van vrouwenhandel en darkrooms.

### Proza/poëzie
- 2004: Liefde in de schaduw van de Amalfische kust, Uitgeverij Zwarte Maan, poëzie, ISBN 9789073901155
- 2007: Hoezo Tolerant? met Igor Van der Vlist en Quader Shafiq, Uitgeverij Elan, non-fictie, ISBN 9789075808339
- 2008: Blauwe haren, zwarte ogen, Uitgeverij J.M. Meulenhoff, non-fictie, ISBN 978-90-290-8152-8[3]
- 2014: Duivelsklauw, Uitgeverij In de Knipscheer, roman, ISBN 978-90-6265-851-0
- 2017: Spaans Bloed, Uitgeverij De Kring, roman, ISBN 978-94-6297-065-6
- 2019: Ravage, Uitgeverij De Kring, roman, ISBN 978-94-6297-125-7
- 2022: Tussen zwarte vlinders, Uitgeverij De Kring, roman, ISBN 9789462972421

## Varia
- In april 2008 interviewde Wim Brands Vos in zijn programma 'Boeken' over haar boek: Blauwe haren, zwarte ogen.
- In het Eigen!Magazine schreef Felicita Vos columns en een artikel over spiritualiteit.
- Ze schrijft onder andere over cultuur en dierenrechten en dierenwelzijn voor De Gelderlander.
- Ze is veganist.

- Gemeinsame Normdatei: 124345315X
- International Standard Name Identifier: 0000 0003 6891 3407
- Nederlandse Thesaurus van Auteursnamen: 216560845
- Virtual International Authority File: 284488961
- WorldCat: E39PBJjhvY7D83rtmqQyC6dPcP